# Brachyramphus
Brachyramphus Brandt, 1837 è un genere di uccelli caradriformi della famiglia Alcidae.

## Descrizione
Le specie appartenenti a Brachyramphus sono uccelli marini di piccole dimensioni, tozzi, non più lunghi di 25 cm. Come gli altri Alcidi hanno un piumaggio che varia a seconda della stagione: durante il periodo riproduttivo è principalmente bruno, con bordi delle piume più chiari che donano un aspetto scaglioso, e bianco sul ventre, mentre durante il resto dell'anno è nero superiormente e bianco inferiormente.

## Biologia
Si cibano prevalentemente di piccoli pesci, delle loro uova e degli avannotti, di krill ed altri tipi di zooplancton.
A differenza degli altri Alcidi non nidificano necessariamente in colonie, né vicino all'acqua, ma anzi prediligono le vecchie conifere, le cime montane, o gli spazi aperti dell'entroterra. Per nido utilizzano rami o fosse coperte di licheni o di muschio, o più semplicemente depongono il loro unico uovo sul suolo spoglio. L'incubazione dura un mese; il pulcino metterà le piume e sarà in grado di lasciare il nido circa 40 giorni dopo la schiusa.

## Distribuzione e habitat
Il genere è distribuito nelle regioni settentrionali dell'Oceano Pacifico.

## Tassonomia
Questo genere comprende tre specie viventi:
- Brachyramphus marmoratus (J.F.Gmelin, 1789) - urietta marmorizzata
- Brachyramphus perdix (Pallas, 1811) - urietta beccolungo
- Brachyramphus brevirostris (Vigors, 1829) - urietta di Kittliz

Sono state descritte anche due specie fossili del tardo Pliocene:
- † Brachyramphus dunkeli
- † Brachyramphus pliocenum